# Philodendron angustilobum
Philodendron angustilobum är en kallaväxtart som beskrevs av Thomas Bernard Croat och Michael Howard Grayum. Philodendron angustilobum ingår i släktet Philodendron och familjen kallaväxter. Inga underarter finns listade.